# 美麗宇宙
美麗宇宙（英語：Beautyverse，來港前稱，前譯「叢林大亨」，2018年10月15日—2024年2月18日），是一匹曾在澳洲和香港出賽的賽駒，來港後練馬師是告東尼。競賽生涯中一勝國際一級賽。

## 簡介
週歲價為75,000紐西蘭元的「美麗宇宙」以澳洲為基地。2022年4月30日，岳禮華策騎「美麗宇宙」勝出澳洲萬富圍馬場的國際三級賽南澳主席錦標。2022年5月14日，薛凱華策騎「美麗宇宙」勝出澳洲萬富圍馬場的國際一級賽南澳洲打吡大賽。其後，「美麗宇宙」被運來香港服役，加盟告東尼馬房。
2022年11月6日，「美麗宇宙」於香港首次出賽便一出即勝，打開其在港的勝利之門。
2023年1月29日，麥道朗策騎「美麗宇宙」出戰四歲系列賽首關香港經典一哩賽，取得第八名。
2023年2月26日，麥道朗策騎「美麗宇宙」出戰四歲系列賽次關香港經典盃，取得第十四名。
2023年3月19日，麥道朗策騎「美麗宇宙」出戰四歲系列賽尾關香港打吡大賽，取得第十二名。
2024年2月18日，「美麗宇宙」在鍾易禮胯下競逐一場第三班1650米泥地賽事，中途被拉停（左前腿受傷），翌日馬會宣佈馬匹已取消登記，證實「美麗宇宙」已離世。

## 在港勝出賽事全紀錄
| 比賽日期   | 賽事名稱   | 賽事班次 | 賽道 | 賽事路程 | 比賽馬場 | 名次 | 完成時間 | 騎師 |
| ---------- | ---------- | -------- | ---- | -------- | -------- | ---- | -------- | ---- |
| 06/11/2022 | 霓淨思讓賽 | 第二班   | 草地 | 1600米   | 沙田馬場 | 1    | 1:34.26  | 潘頓 |

## 在港以外大賽出賽全紀錄
| 比賽日期   | 賽事名稱       | 賽事班次 | 賽道 | 賽事路程 | 比賽馬場   | 名次 | 完成時間 | 騎師   |
| ---------- | -------------- | -------- | ---- | -------- | ---------- | ---- | -------- | ------ |
| 30/04/2022 | 南澳主席錦標   | G3       | 草地 | 2000米   | 萬富圍馬場 | 1    | 2:03.47  | 岳禮華 |
| 14/05/2022 | 南澳洲打吡大賽 | G1       | 草地 | 2500米   | 萬富圍馬場 | 1    | 2:37.31  | 薛凱華 |